# Christoph Sippel
Christoph Sippel (* 22. Juni 1997 in Homberg (Efze)) ist ein deutscher Politiker (Bündnis 90/Die Grünen). Er ist seit 2024 Abgeordneter des Hessischen Landtages.

## Leben
Christoph Sippel wuchs in Spangenberg auf und schloss den Schulbesuch mit dem Fachabitur in der Fachrichtung Wirtschaft und Verwaltung ab. Anschließend absolvierte er eine Ausbildung zum Bankkaufmann. Er war zunächst in seinem Beruf tätig und wechselte dann ins Wahlkreisbüro von Bettina Hoffmann.

## Partei und Politik
Sippel trat 2013 in die Grüne Jugend und 2015 in die Partei Bündnis 90/Die Grünen ein. Seit 2020 amtiert er als Beisitzer im Landesvorstand der Grünen Jugend Hessen und war von 2021 bis 2022 deren Sprecher.
Seit 2021 gehört er dem Kreistag des Schwalm-Eder-Kreis an. Bei der Landtagswahl in Hessen 2023 kandidierte er im Wahlkreis Schwalm-Eder I und erhielt über die Wahlkreisliste ein Mandat.